# OSB deska

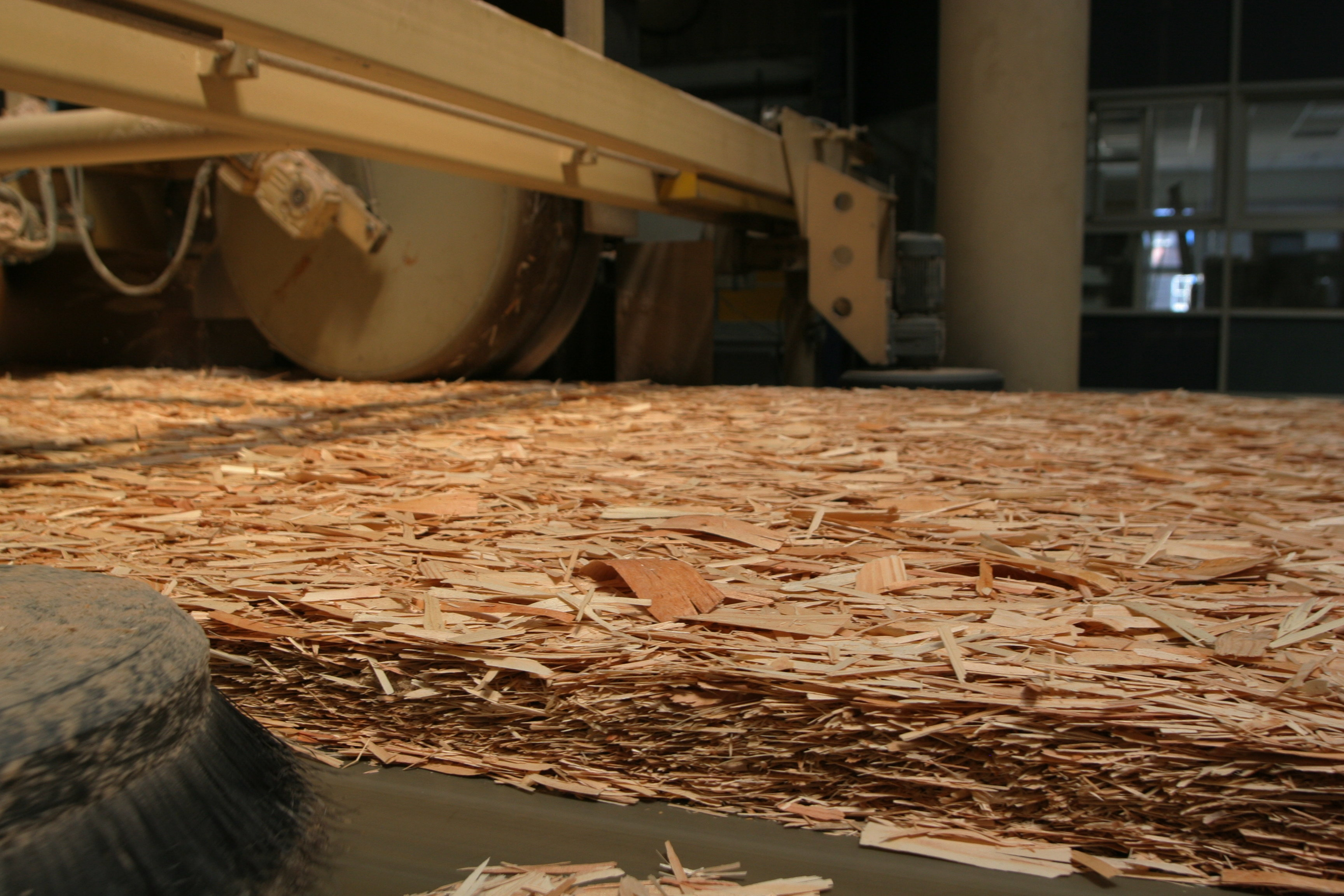
OSB deska před lisováním

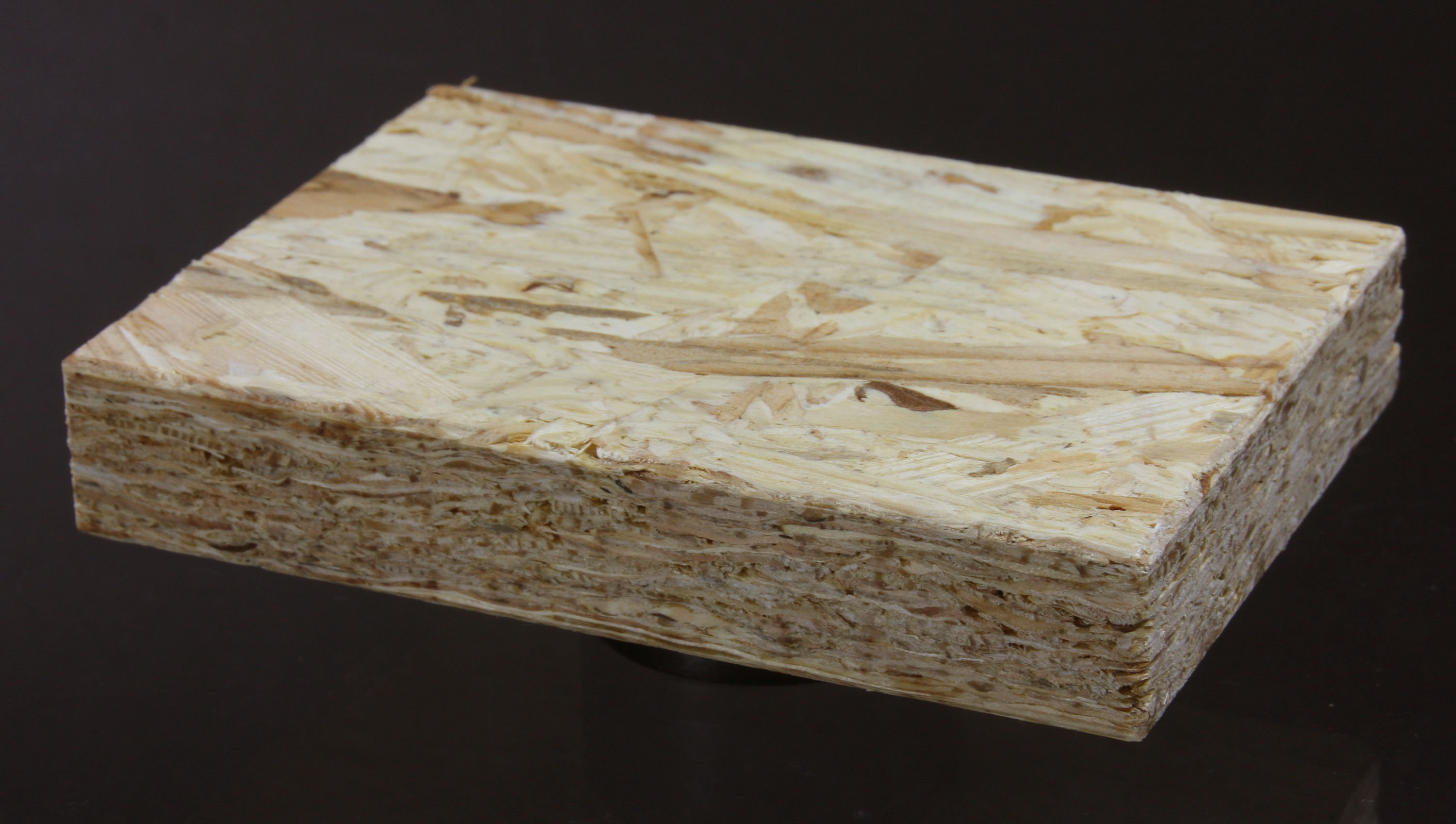
OSB deska

OSB (zkratka z anglického oriented strand board, česky orientovaná třísková deska) je druh desky vytvořené lisováním velkých (2–7cm) dřevních štěpků nebo hoblin ve třech až čtyřech vrstvách. Typ pojiva záleží na volbě výrobce, používají se například polyuretanová pojiva. Různou orientací vrstev se dosahuje vylepšených mechanicko-fyzikálních vlastností. Desky se vyrábí s broušeným i nebroušeným povrchem. Mohou také mít v hraně vyfrézované pero/drážku pro dobré napojení při tvorbě podlah nebo stěn. Desky jsou vodovzdorné, používají se i na stavbu domů, obklady stěn nebo terárií pro chovatele.
Někdy jsou OSB desky chybně nazývány jako dřevoštěpkové (dřevní štěpky však mají mnohem větší rozměry a teprve z nich se vyrábí třísky na OSB desky). Třísky o ideálních rozměrech 75×25×0,6 mm jsou v povrchových vrstvách orientovány rovnoběžně s delší hranou desky a je tím zároveň určen hlavní směr desky. V prostřední vrstvě jsou třísky v OSB deskách orientovány kolmo na hlavní osu. Orientací třísek je dosaženo vyšší tuhosti a pevnosti v hlavním směru desky.
OSB desky se využívají např. ke stavbě dřevostaveb v takzvaných „sendvičích“: stěny se vybudují tak, že se na dřevěný rám z obou stran připevní OSB deska (pod každou deskou je ještě hliníková fólie). Prostor mezi deskami se vyplní skelnou vatou nebo jinou tepelně izolační vrstvou.
Uplatnit se mohou také jako designový prvek. Dělají se z nich podlahy, které se jenom přebrousí a přelakují. Při dodržení technologického postupu mohou být využity i v exteriérech, např. u provětrávaných fasád včetně nanesení omítky.

## Typy OSB desek
OSB desky se dělí na čtyři základní skupiny podle oblasti použití:
- OSB/1 – desky pro všeobecné účely a pro použití v interiéru v suchém prostředí (vyznačuje se vlhkostí materiálu, odpovídající teplotě 20 °C a relativní vlhkosti vzduchu, která pouze několik týdnů v roce překročí 65 %)
- OSB/2 – desky pro nosné účely pro použití v suchém prostředí
- OSB/3 – desky pro nosné účely pro použití ve vlhkém prostředí (vyznačuje se vlhkostí materiálu, odpovídající teplotě 20 °C a relativní vlhkosti vzduchu, která pouze několik týdnů v roce překročí 85 %)
- OSB/4 – zvlášť zatížitelné nosné desky pro použití ve vlhkém prostředí.